# St. Gereon (Giesenkirchen)

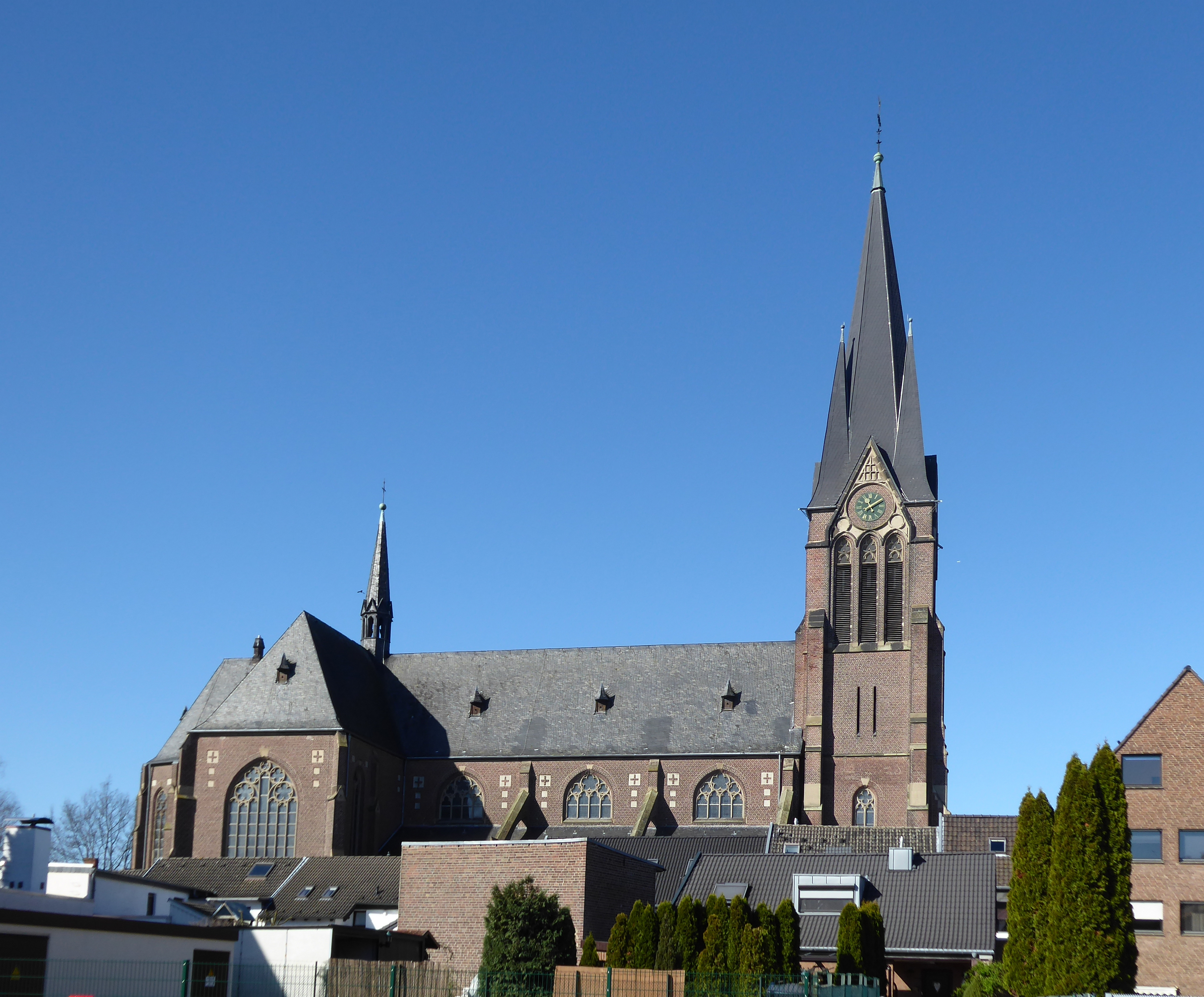
St. Gereon (2020)

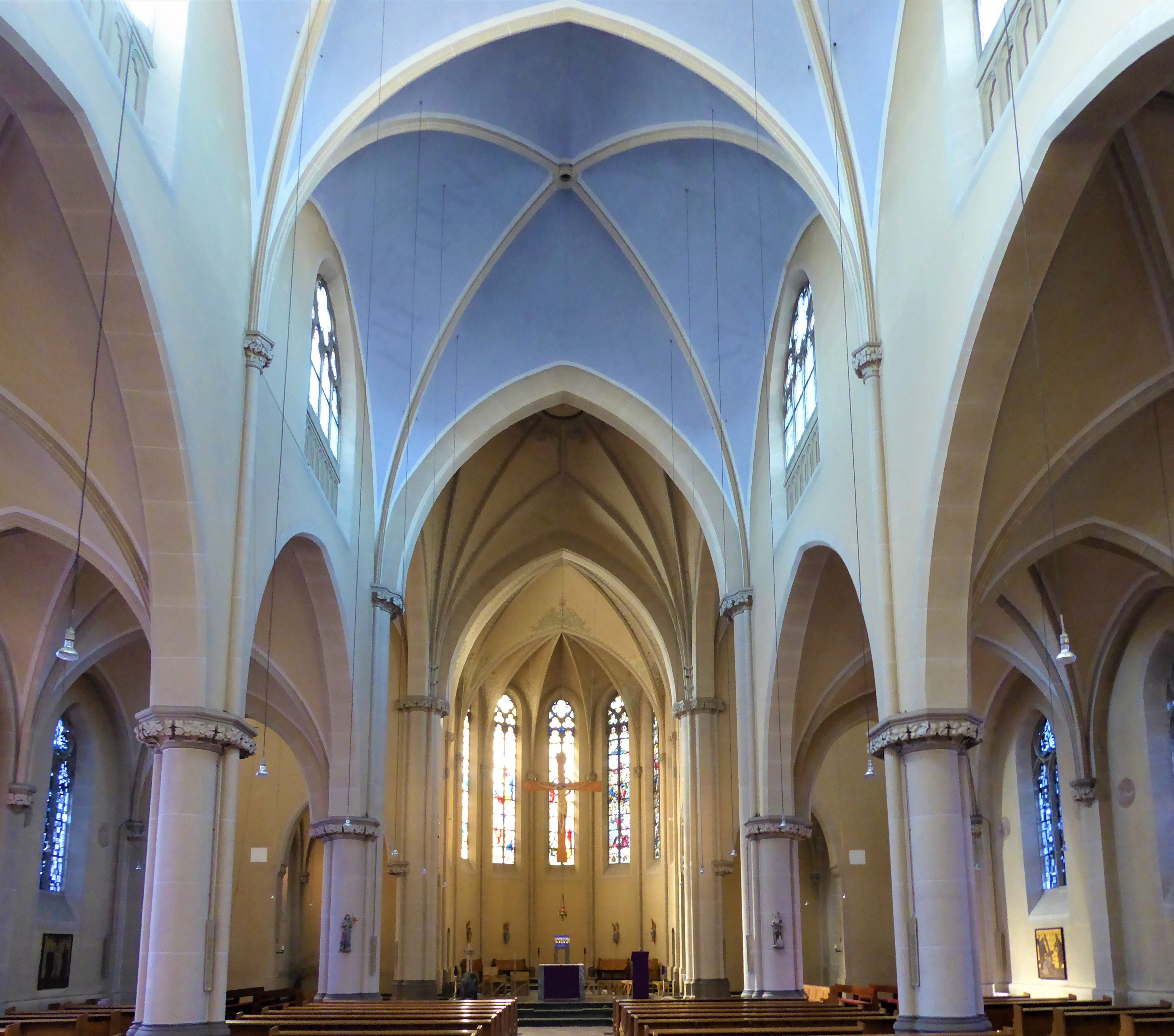
Inneres Richtung Chor (2020)

Die römisch-katholische Pfarrkirche St. Gereon steht im Stadtteil Giesenkirchen in Mönchengladbach (Nordrhein-Westfalen).
Das Gebäude wurde 1907 bis 1909 nach Plänen von Theodor Roß erbaut. Es wurde unter Nr. K 026  am 24. September 1985 in die Denkmalliste der Stadt Mönchengladbach eingetragen.
Zur Pfarre zählen neben Giesenkirche auch die Ortsteile und Siedlungen Ahren, Bahner, Blaffert, Högden, Stähn, Trimpelshütte und das in der Stadt Jüchen gelegene Waat.

## Geschichte
Der genaue Ursprung der Kirche und der Pfarre liegen im Dunkel der Geschichte. Bereits 1150 scheint Giesenkirchen eigenständige Pfarrei gewesen zu sein, da in diesem Jahr urkundlich ein Pfarrer namens Walter genannt wird. Das Patronatsrecht hatte schon damals das Kölner Gereonsstift, 1212 wurde die Kirche dem Gereonsstift inkorporiert. Diese Rechte hatte das Stift bis zu seiner Auflösung 1802. Im Liber valoris aus dem Jahr 1308 wird Giesenkirchen ebenfalls als Pfarre im weit ausgedehnten Dekanat Bergheim aufgeführt. Bis 1951 gehörte auch Meerkamp zur Pfarre St. Gereon, wurde aber dann zur Pfarrvikarie erhoben, 1955 wurde auch St. Josef Schelsen von Giesenkirchen abgepfarrt und eigenständige Pfarre.
Im 13. Jahrhundert wurde die bereits 1150 bestehende Pfarrkirche durch einen Neubau ersetzt. Diese Kirche wurde wiederum im 17. Jahrhundert durch eine neue Pfarrkirche ersetzt. Aber auch dieses Gotteshaus genügte bald den Anforderungen nicht mehr, sodass der spätere Aachener Stiftspropst und Weihbischof Anton Gottfried Claessen auf seine Kosten einen neuen Chor erbauen ließ. Daraufhin ersetzte man auch die restliche Kirche durch ein neues dreischiffiges Langhaus. Die Bauarbeiten wurden 1824 mit dem Bau eines neuen Glockenturms abgeschlossen.
Ende des 19. Jahrhunderts wurde die Kirche zu klein, weshalb wiederum ein Neubau notwendig wurde. Daher gründete Pfr. Dominikus Vraetz um 1900 einen Sammelverein für einen Kirchenneubau. Nachdem genügend finanzielle Mittel bereit standen, entwarf der Kölner Architekt Theodor Roß die heutige Pfarrkirche. Die Grundsteinlegung war am 23. Juli 1907 und nach dreijähriger Bauzeit war die neue Kirche mit Ausnahme des Turms fertiggestellt und wurde am 13. Juni 1909 geweiht. Der Bau des Glockenturms folgte von 1911 bis 1912 ebenfalls nach den Plänen von Roß.

## Architektur
Es handelt sich um eine dreischiffige kreuzrippengewölbte Basilika mit neogotischen Formen mit vorgesetztem Turm, vorspringendem Querhaus und polygonalem, durch ein schmales Zwischenjoch verlängertem Chor mit 7/12 Schluss. 
Das Objekt ist erhaltenswert als das Ortsbild Giesenkirchens entscheidend prägendes historisches Architekturmonument.

## Pfarrer
Folgende Priester wirkten bislang als Pfarrer an St. Gereon:
- 1896–1917: Dominikus Vraetz
- 1927–1958: Hubert Emonds
- 1958–1978: Matthias Nauen
- 1978–2011: Karl Heinz Hendker
- 2011–2017: Guido Fluthgraf
- Seit 2018: Achim Köhler